# Thomas Langer (Jazzmusiker)

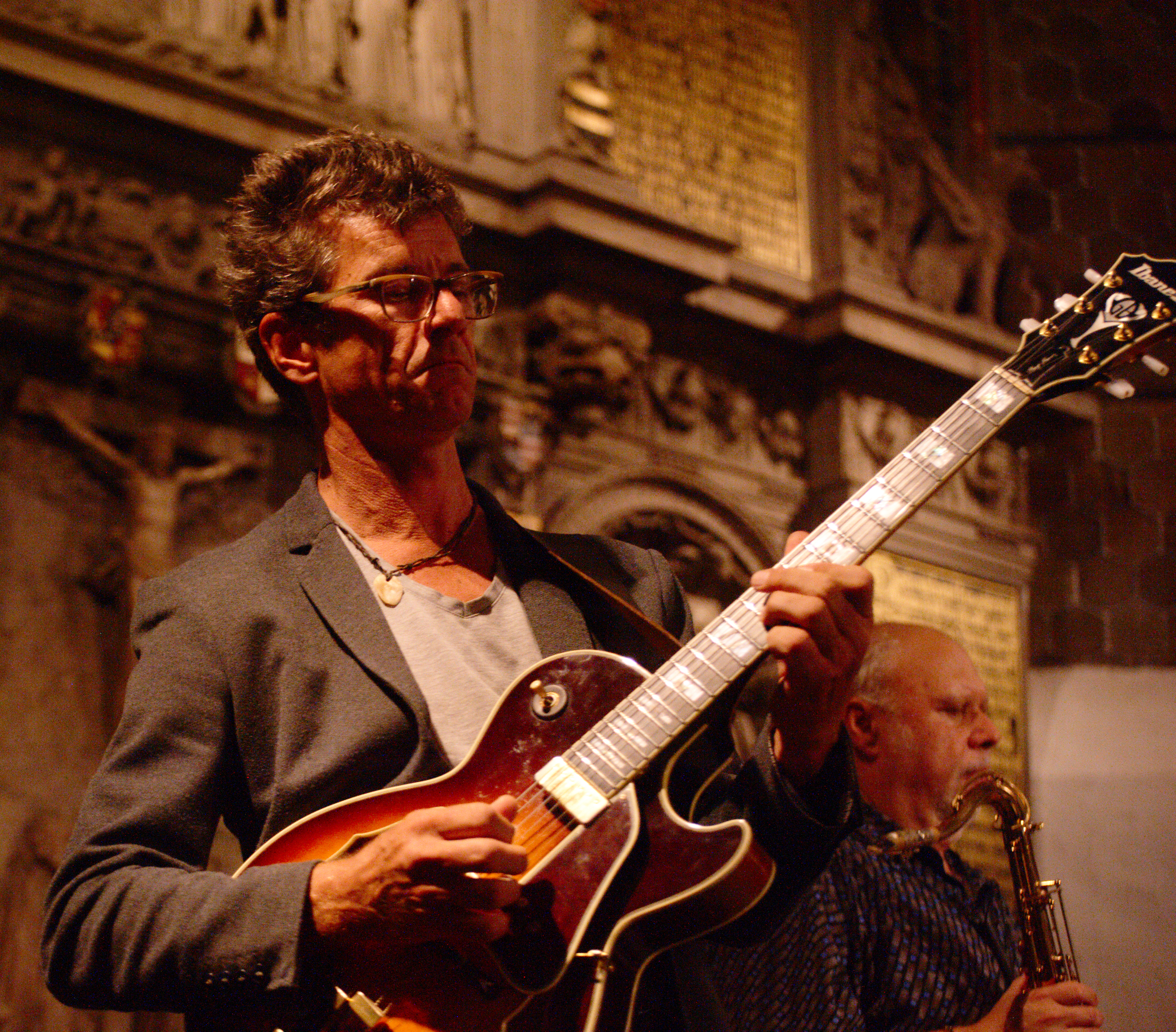
Thomas Langer im Quartett mit Tony Lakatos, Ralf Cetto und Andreas Neubauer in der Stadtkirche Darmstadt (2019)

Thomas Langer (* 1967 in Frankfurt am Main) ist ein deutscher Jazz-Gitarrist, Komponist und Produzent.

## Biografie
Langer studierte bis 1991 Gitarre am Guitar Institute of Technology in Los Angeles, wo er bei seinem Abschluss mit dem Outstanding Stylist Award geehrt wurde, 1993 an der New School of Music in New York. Er war außerdem Schüler von Ted Greene, Scott Henderson und Joe Diorio.
Seitdem hat Langer sowohl als Sideman als auch in eigenen Ensembles sowohl im Bereich des Jazz-Rock als auch im Rock-, Folk- und Pop-Bereich gespielt. So ist er Mitglied der Band der Organistin Barbara Dennerlein und hat unter anderem mit Ack van Rooyen und Keith Copeland gespielt. Daneben tritt er mit Claus Hessler (dr) und Claudio Zanghieri (b) als Langer Trio auf.
Im März 2010 veröffentlichte er mit Stephanie Wagner und Ralf Cetto als Trio Jeeep die CD The First Cut Is the Jeeepest.
Seit 2001 ist Thomas Langer in der Maximal Kulturinitiative  in Rodgau Gitarrist und Gastgeber der monatlichen Jazz Nights, in denen mit stets wechselnden Besetzungen mit ihm und national und international renommierten Musikern in lockeren Sessionkonzerten Jazz-Klassiker und moderne Standards dargeboten werden.

## Auszeichnungen und Preise
2013 wurde Thomas Langer für herausragende kulturelle Leistungen  mit dem Kulturpreis der Stadt Rodgau ausgezeichnet.

## Diskografische Hinweise
- 1997: Langer
- 1999: KALALAK
- 2002: Where is one?
- 2006: Langer Schmid Messina: The Beat goes on
- 2021: Thomas Langer 20/21